# Siedlung Möhrenstieg

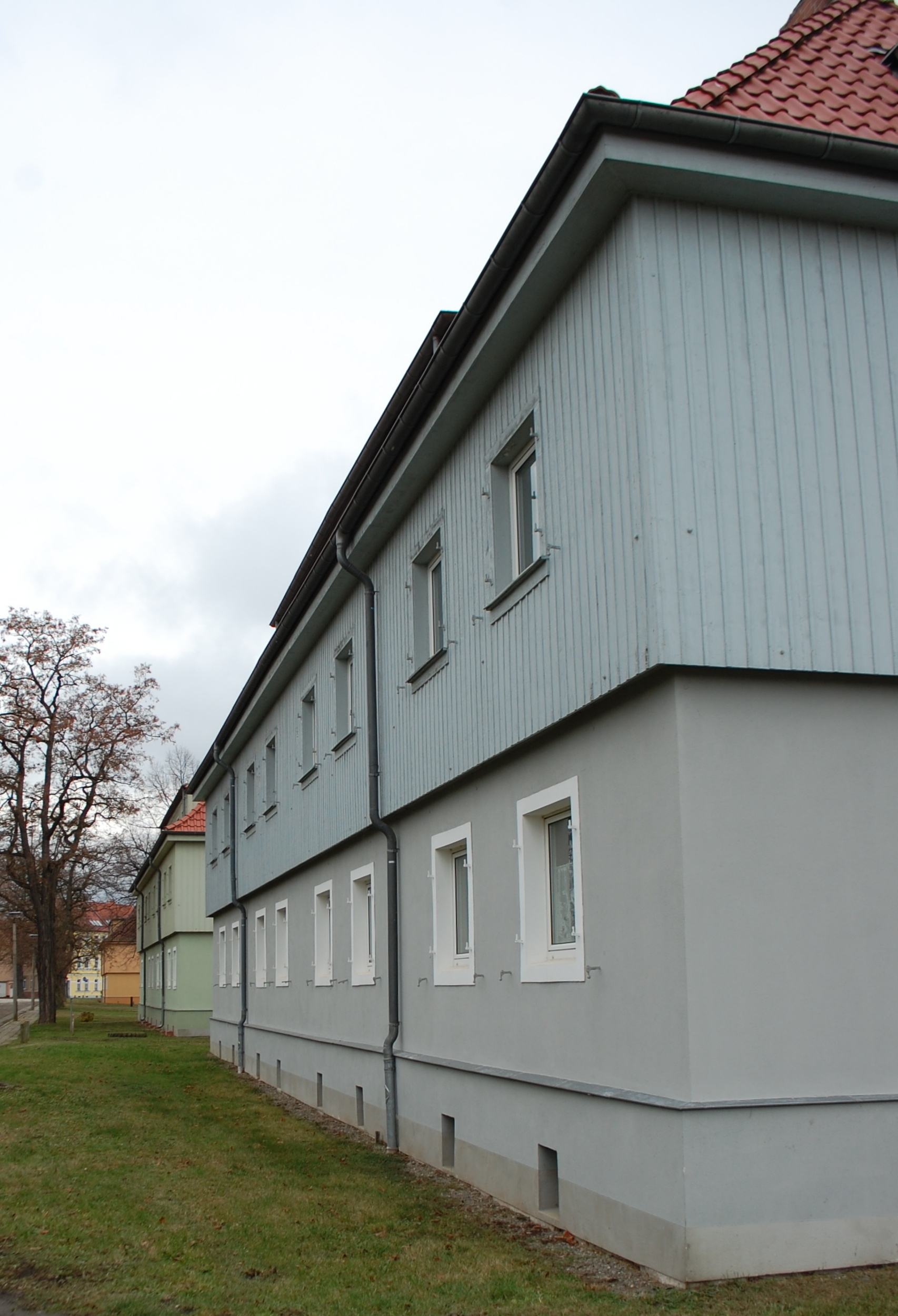
Östlichstes Gebäude der Siedlung

Die Siedlung Möhrenstieg war eine denkmalgeschützte Siedlung in der Stadt Quedlinburg in Sachsen-Anhalt. Die 1927 gebaute Siedlung wurde im März 2023 abgerissen.

## Lage
Sie liegt östlich der Quedlinburger Innenstadt, nördlich der Magdeburger Straße an der Adresse Möhrenstieg 1 bis 12 und ist als Siedlung im Quedlinburger Denkmalverzeichnis eingetragen.

## Architektur und Geschichte
Die Siedlung entstand im Jahr 1927 nach einem Entwurf des Quedlinburger Stadtbaurates Paul Laumer. Es wurden in räumlicher Nähe zu Bahnanlagen sechs sehr ähnlich gestaltete Mehrfamilienhäuser errichtet, die zueinander in einer V-Form angeordnet wurden. Die schlicht gestalteten Häuser waren für sozial schwächere Familien vorgesehen. 56 Wohnungen mit etwa 40 Quadratmetern wurden so realisiert.
Die Häuser verfügen über ein verputztes Sockel- und ein mit Brettern verkleidetes Obergeschoss. Bedeckt sind die Gebäude von Walmdächern, auf denen sich straßenseitig langgezogene Hechtgaupen befinden. Die Hauseingangsbereiche sind, wenn auch zurückhaltend, im Stil des Expressionismus gestaltet. Ursprünglich vorhandene Fensterläden befanden sich 2012 nicht mehr an den Gebäuden.
Durch den letzten Eigentümer (die Wohnungsbaugenossenschaft WoWi der Stadt Quedlinburg) wurde die Neuvermietung 2002 eingestellt mit dem Ziel, die Siedlungsanlage leer zu ziehen, um sie anschließend abreißen zu können. 2014 sei ein Abrissantrag gestellt worden, seit 2017 ist die Siedlung leerstehend. Obwohl das Landesverwaltungsamt aus Gründen des Denkmalschutzes den Abrissantrag verneinte, entschied das Oberverwaltungsgericht im Sommer 2022, dass aufgrund der wirtschaftlichen Situation der Wohnungswirtschaftsgesellschaft und der Stadt als Teilhaberin eine Sanierung (Kosten ca. 7 Mio. Euro) nicht möglich sei und erlaubte daher den Abriss, der für Anfang 2023 geplant ist. Die Gebäude wurden im März 2023 abgerissen und das Grundstück mit einer Fläche von 9.807 m² stand anschließend zum Verkauf.

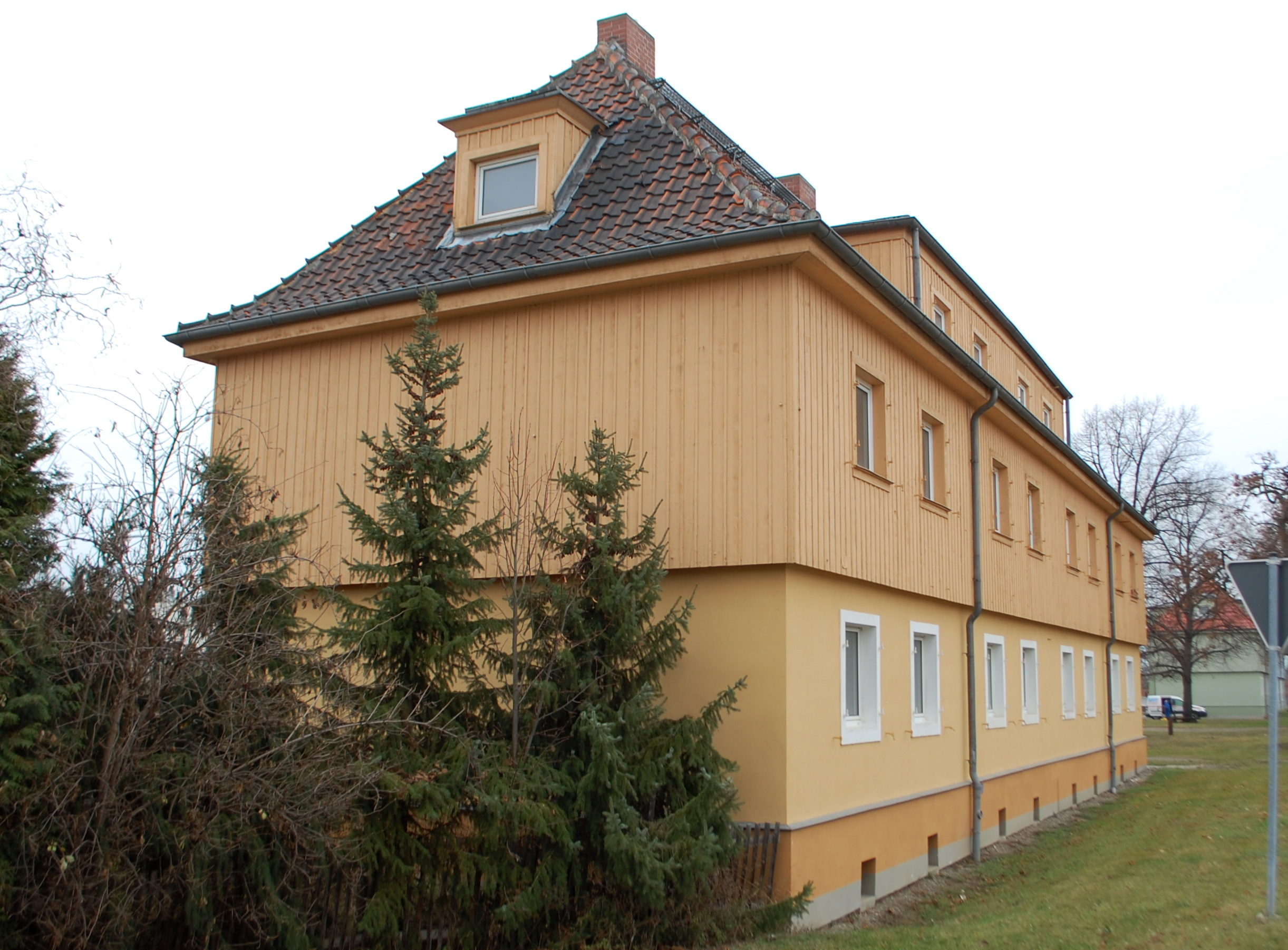
Siedlung Möhrenstieg
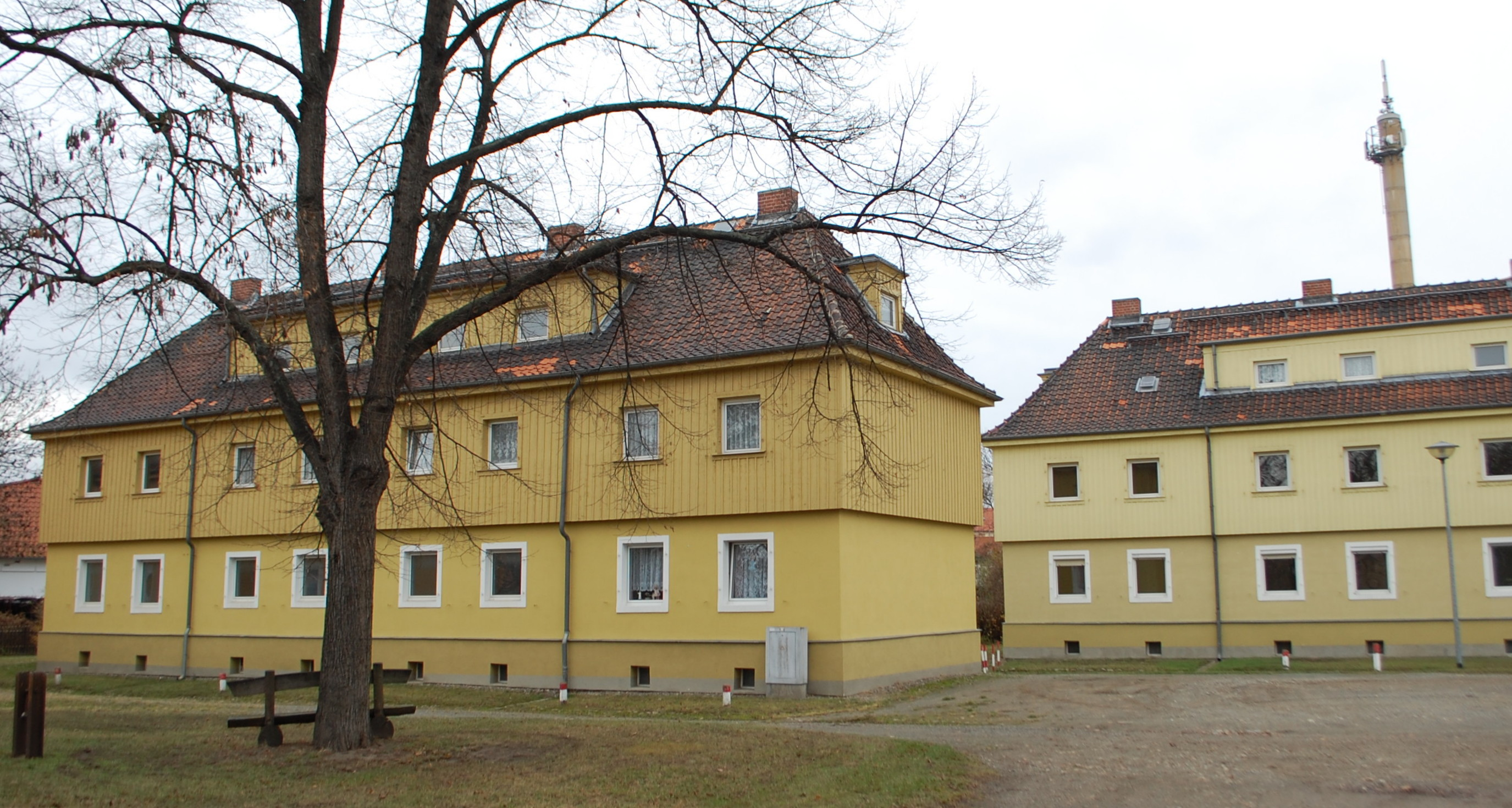
Mehrere der Siedlungshäuser

Im Jahr 2023 erfolgte dann auch die Streichung aus dem Denkmalverzeichnis.